# Swetlana Iossifowna Allilujewa

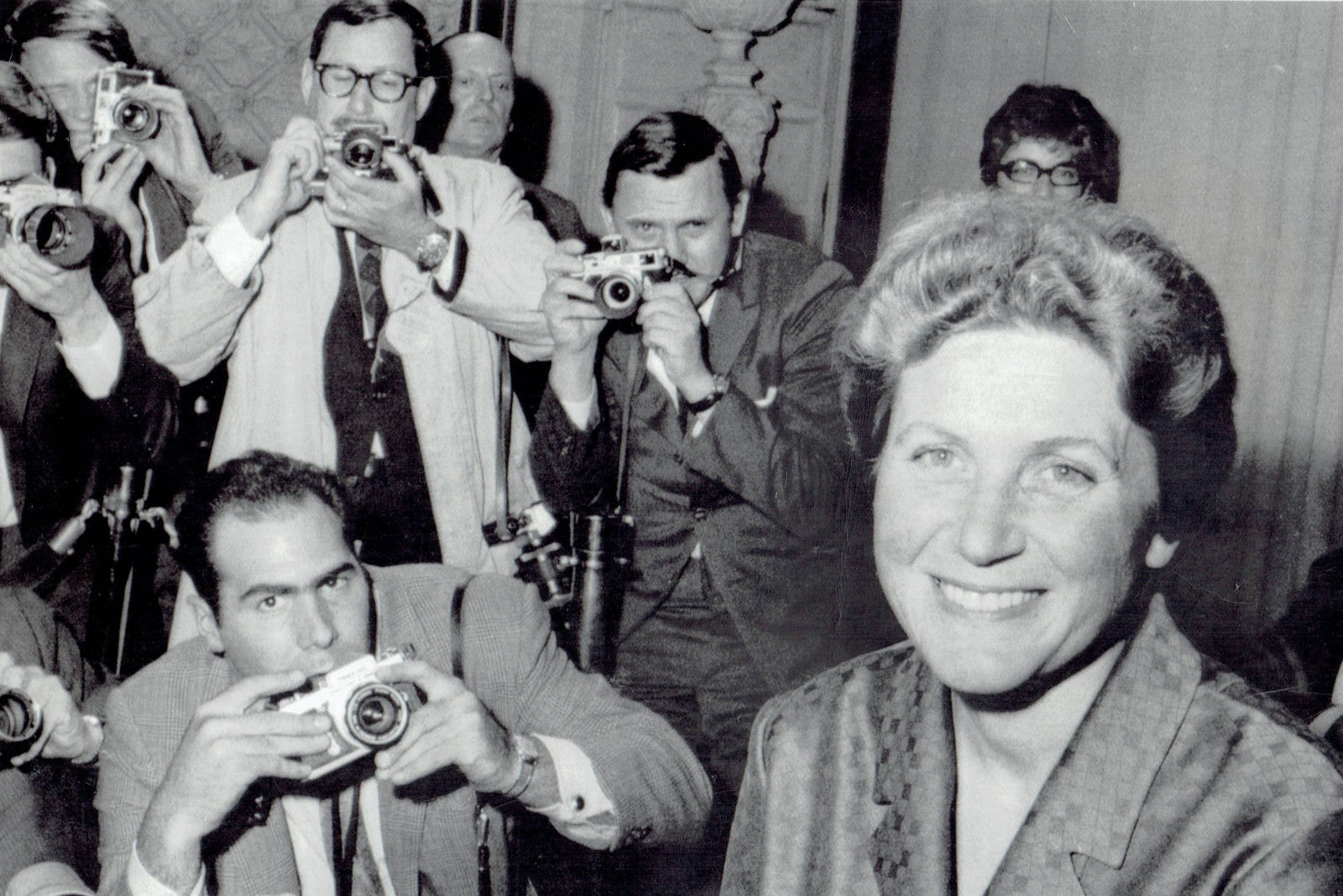
Swetlana Allilujewa in New York City (1967)

Swetlana Iossifowna Allilujewa, ursprünglich Swetlana Iossifowna Stalina (russisch Светлана Иосифовна Аллилуева; georgisch სვეტლანა იოსების ასული ალილუევა; * 28. Februar 1926 in Moskau; † 22. November 2011 in Richland Center, Wisconsin), war das jüngste Kind und die einzige Tochter des sowjetischen Regierungs- und Parteichefs Josef Stalin und seiner zweiten Frau Nadeschda Allilujewa.

## Leben

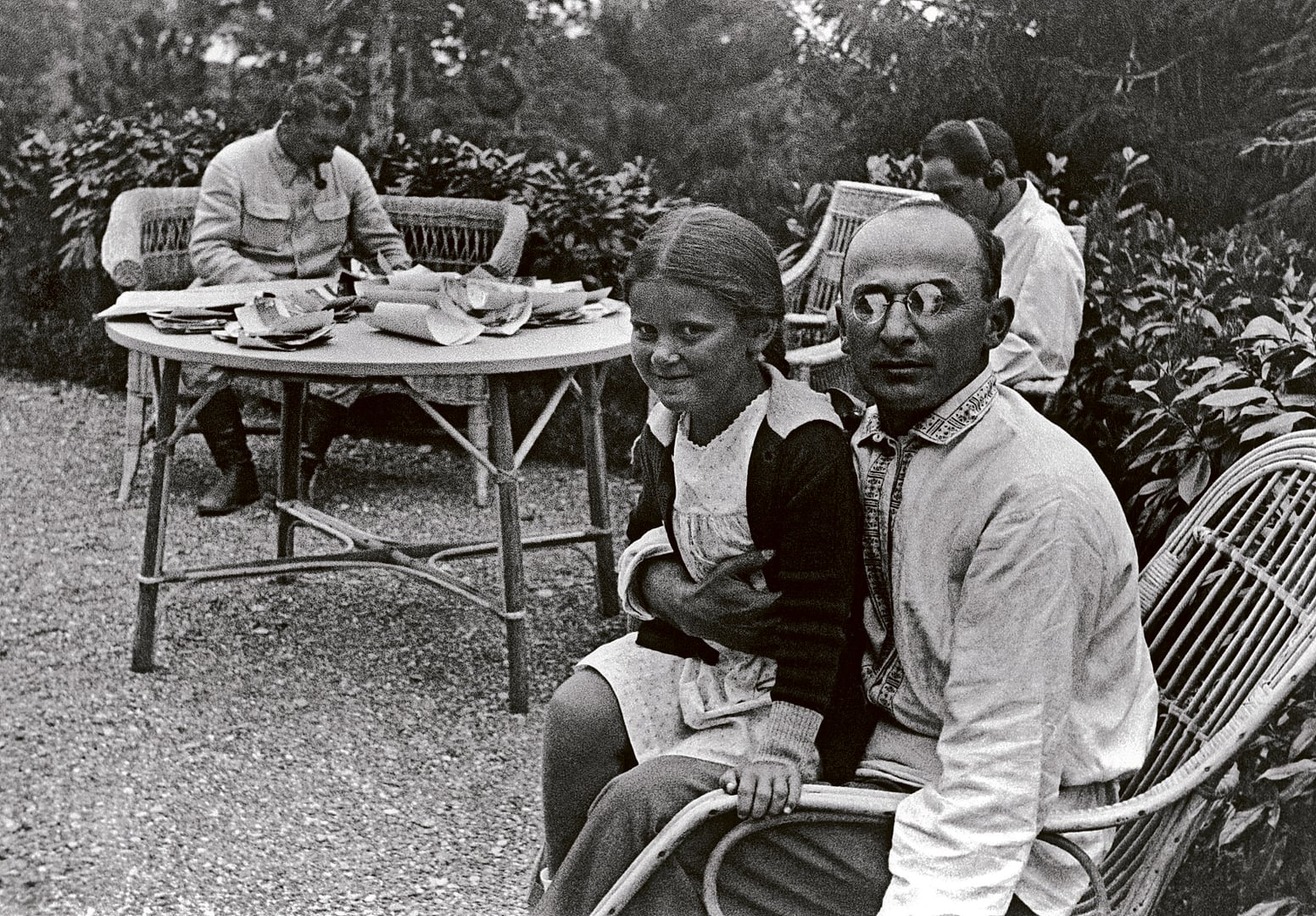
Swetlana Stalina mit Lawrenti Beria und ihrem Vater Stalin (sitzend im Hintergrund), von Beria teilweise verdeckt wird der Abchase Nestor Lakoba. Aufnahme von 1936 von unbekanntem Autor mit 35-mm-Film.

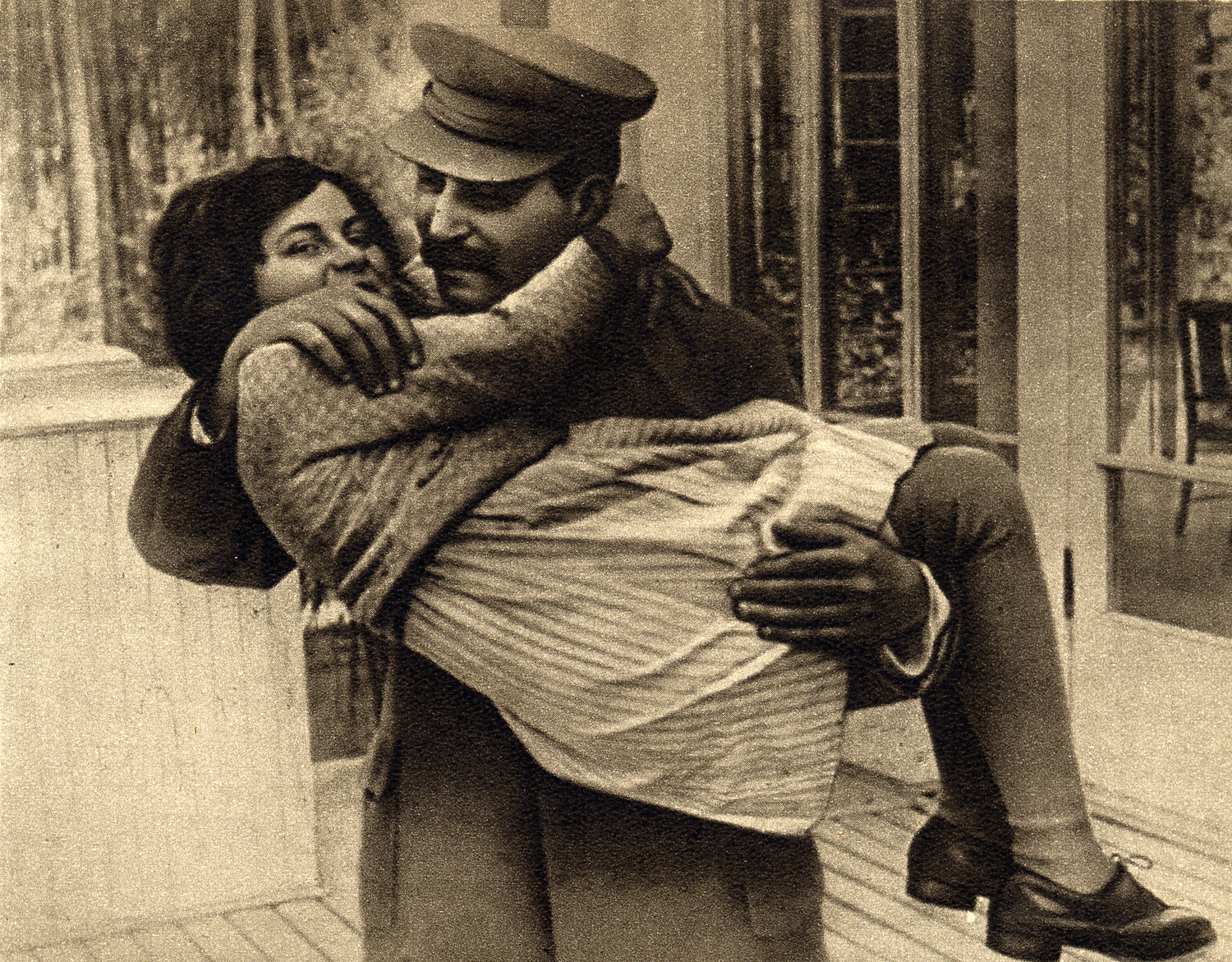
Vater und Tochter, 1935

Wie die meisten Kinder der sowjetischen Nomenklatura wurde Swetlana Stalina von Kindermädchen erzogen. Sie lernte von ihnen Deutsch als erste Fremdsprache. Sie sah ihre Eltern nur gelegentlich. Ihre Mutter Nadeschda Allilujewa starb am 9. November 1932, als Swetlana Stalina sechs, ihr Bruder Wassili elf Jahre alt war. Der Tod der Mutter wurde offiziell als Folge einer Blinddarmentzündung dargestellt. Andere Theorien sehen einen Suizid, einen Mord im Auftrag Stalins oder durch seine Hand als Ursache. Swetlana berichtete in ihren Memoiren von einem Suizid.
Mit 16 Jahren verliebte Swetlana Stalina sich in den jüdischen Filmemacher Alexei Kapler (15. September 1904 bis 11. September 1979), Stalinpreisträger 1941. Ihr Vater wandte sich vehement gegen die Beziehung des Mädchens zu dem mehr als 21 Jahre älteren Mann, der, wie Stalin vermutete, durch sie den Aufstieg suchte. Swetlana Stalina führte die Verbannung Kaplers im Jahr 1944 auf die Judenfeindlichkeit ihres Vaters zurück. Sie studierte Literaturwissenschaft und amerikanische Geschichte. Im Alter von 17 Jahren verliebte sie sich in ihren Kommilitonen an der Lomonossow-Universität Moskau (und früheren Mitschüler ihres Bruders Wassili) Grigori Morosow (1921–2001), der wie Alexei Kapler ebenfalls Jude war. Josef Stalin gestattete widerwillig die Heirat, erklärte aber, er wolle den Bräutigam niemals treffen. 1945 wurde der Sohn Iossif Allilujew geboren. 1947 ließ sich das Ehepaar scheiden. Grigori Morosow war später Professor am MGIMO, und der Sohn wurde Kardiologe; beide wurden in ihren Fachgebieten als Verdiente Wissenschaftler der RSFSR ausgezeichnet.
Swetlana Stalinas zweiter Ehemann war der Philosoph und Chemiker Juri Schdanow (1919–2006), Sohn des Politbüro-Mitglieds Andrei Schdanow. Sie heirateten 1949 und bekamen 1950 eine Tochter, Jekaterina. Die Ehe wurde im Herbst 1952 geschieden.
Nach dem Tod ihres Vaters im März 1953 nahm Swetlana Stalina den Nachnamen ihrer Mutter an und nannte sich Swetlana Allilujewa. In Moskau arbeitete sie als Lehrerin und Übersetzerin.
Die dritte Ehe, die von ihrer Nichte Galja und ihrer Freundin Eleonora Mikojan bezeugt wird, ging Swetlana Allilujewa mit Iwan Swanidse (genannt Dschoni, Dschonik, Dschonrid nach John Reed, dem Autor des Buches über die Oktoberrevolution) ein. Seine Eltern waren die Opernsängerin Marija Swanidse (geb. Korona) und der Historiker Alexander Swanidse, der Bruder von Stalins erster Ehefrau Ketewan Swanidse, genannt Kato. Nach der Tötung der Eltern 1941 wuchs er bei deren früherer Haushälterin auf, die ihn aufnahm. Diese Ehe wurde von Allilujewa selbst nie erwähnt, und es ist nicht bekannt, ob Kinder aus ihr hervorgingen.
Von Ende der 1950er-Jahre an arbeitete sie als Literaturwissenschaftlerin im Maxim-Gorki-Literaturinstitut in Moskau. Laut ihren autobiografischen Aufzeichnungen verteidigte sie dort auf Parteiversammlungen regimekritische Werke von Ilja Ehrenburg und Andrei Sinjawski, fand dafür aber keine Mehrheit unter den Mitarbeitern des Instituts. Auch las sie dort die verbotenen Werke Leo Trotzkis über ihren Vater, die ebenfalls in der Sowjetunion nie publizierte Kritik Maxim Gorkis am blutigen Kulturkampf der Bolschewiken (Unzeitgemäße Gedanken zu Kultur und Revolution) sowie das Original des Berichts über die Oktoberrevolution von John Reed (Zehn Tage, die die Welt erschütterten), in der ihr Vater entgegen späteren sowjetischen Ausgaben überhaupt nicht erwähnt ist. Heimlich ließ sie sich in dieser Zeit auch ihrer eigenen Darstellung zufolge russisch-orthodox taufen.
Im Dezember 1966 durfte sie erstmals ins Ausland reisen, nach Indien. Sie hatte in einem Sanatorium einen älteren indischen Kommunisten kennengelernt, der zur Behandlung in die Sowjetunion gekommen war. Nach ihrer Darstellung verliebten sich beide ineinander, doch Premierminister Alexei Kossygin persönlich erklärte ihr, dass sie keine Genehmigung der Behörden für eine Heirat, geschweige denn Übersiedlung ins Ausland bekomme. Als der bereits schwer kranke Inder noch in der Sowjetunion starb, bekam sie jedoch im Dezember 1966 die Genehmigung, seine Familie zu besuchen. Außenminister Andrei Gromyko ordnete ihre Überwachung durch die sowjetische Botschaft in Delhi an. Zwei Tage vor dem geplanten Rückflug gelang es ihr am 6. März 1967, sich ihren Aufpassern zu entziehen. Sie meldete sich bei der US-Botschaft in Neu-Delhi und bat um Asyl. Über Rom wurde sie zunächst unter dem Namen „Miss Carlen“ in die Schweiz gebracht. Sie verlangte, den amerikanischen Diplomaten George F. Kennan zu sprechen, dessen Namen sie aus der sowjetischen Presse kannte; er war als scharfer Kritiker des Regimes Stalins immer wieder angegriffen worden. Nach sechs Wochen an zwei geheimgehaltenen Orten im Schweizer Kanton Freiburg (St. Antoni und Freiburg), wo sie nach Darstellung des damaligen Rektors der Wallfahrtskirche Notre Dame de Bourguillon (Bürglen) in der ökumenisch-orthodoxen Kirche Freiburgs orthodox getauft wurde, flog sie in die USA und kam zunächst auf dem Landsitz Kennans unter. Sie freundete sich mit ihm und seiner Familie an. Sie erhielt den Status einer einfachen Einwanderin.

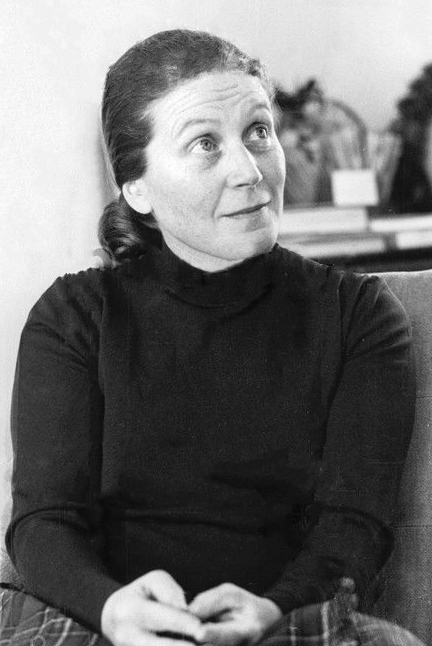
Swetlana Allilujewa (1970)

In den USA verfasste sie zwei autobiografische Bücher, die in amerikanischen Verlagen erschienen und Bestseller wurden. Sie wurden in viele Sprachen übersetzt, waren jedoch in der Sowjetunion verboten. In dem Band „Only one year“ gab sie ihrem Vater die Verantwortung für die Ermordung der kriegsgefangenen polnischen Offiziere im Wald von Katyn im Frühjahr 1940 und stellte die Frage, ob er deshalb Gewissensbisse gehabt habe.
1970 heiratete sie in vierter Ehe den Architekten William Wesley Peters (1912–1991), mit dem sie 1971 eine Tochter, Olga, bekam. 1973 wurde das Ehepaar geschieden.
1982 zog sie mit der Tochter nach Cambridge. 1984 kehrte sie in die Sowjetunion zurück und lebte mehrere Jahre in Georgiens Hauptstadt Tiflis. Mit ihren georgischen Verwandten kam es bald zu einer heftigen Fehde. 1986 schickte sie ihre 15-jährige Tochter Olga in den Westen zurück. Die Tochter besuchte in Großbritannien eine Schule in Saffron Walden bei Cambridge.
Ende der 1980er-Jahre zog  Allilujewa nach Großbritannien. Nach eigenen Angaben war sie 1990 verarmt und lebte mit ihrer Tochter in einem gemieteten Haus in Bristol. 1996 zog sie wieder in die USA. Sie nahm den Nachnamen ihres Ex-Ehemannes Peters an. Zuletzt lebte sie als Lana Peters in einem Altenheim in Richland Center, Wisconsin, unweit ihres zeitweiligen früheren Wohnsitzes mit Peters, der dort bis zu seinem Tod Vorsitzender der Frank Lloyd Wright Foundation in dessen Sommersitz Taliesin war.

## Schriften
- 20 Briefe an einen Freund. Molden, Wien 1967.
- Das erste Jahr. Molden, Wien 1969.